# Wał Ryczywolski
Wał Ryczywolski – wał morenowy pochodzenia glacitektonicznego, przebiegający około 0,5 km na zachód od Ryczywołu w województwie wielkopolskim. Według konkurencyjnej hipotezy wał jest erozyjnym ostańcem.

## Charakterystyka
Biegnie od Skrzetusza na północy do Dąbrówki Ludomskiej na południu i rozciąga się na długość około 12 km. Oś formy ma kierunek N-N-W – S-S-E. Od zachodu sąsiaduje z moreną denną płaską (68–75 m n.p.m.). Płat ten opada ku południu, do doliny Wełny, i na zachód, tworząc szerokie, połogie obniżenie wypełnione bogatą siecią kanałów (m.in. Kończak, Połajewski, Godosz i Podleski). Za obniżeniem teren ponownie się podnosi, aż do poziomu 80 m n.p.m. Od wschodu wał sąsiaduje z terasą plejstoceńską rzeki Flinty (73–75 m n.p.m.). Dolina Flinty na wschodzie przechodzi stopniowo w morenę denną płaską.
Szerokość Wału Ryczywolskiego wynosi w części północnej około 0,8 km, a w południowej około 1 km (w części środkowej osiąga maksimum szerokości – 1,3 km, koło wsi Gorzewo). Ku dolinie Flinty opada wschodnim, stosunkowo stromym zboczem (nachylenie 2-12°, najostrzej koło Ryczywołu). Ku południowi opada łagodniej (1,5-4,5°). Kulminację wysokości osiąga koło Gorzewa – 93,7 m n.p.m. (jest to najwyższy punkt gminy Ryczywół). Wysokości bezwzględne wzrastają równomiernie ku środkowi formacji. Wierzchowina jest mało urozmaiconą morfologicznie płaszczyzną.
Wał zbudowany jest w części zachodniej i środkowej z gliny brązowej. Część wschodnią budują materiały fluwioglacjalne o zmiennym uziarnieniu. Od góry spoczywa warstwa gliny przemieszanej z iłem czekoladowym i zielonkawym (miąższość 1-2 m). W warstwie tej licznie występują kukiełki lessowe.